# Wilhelm Sonessons byggnad

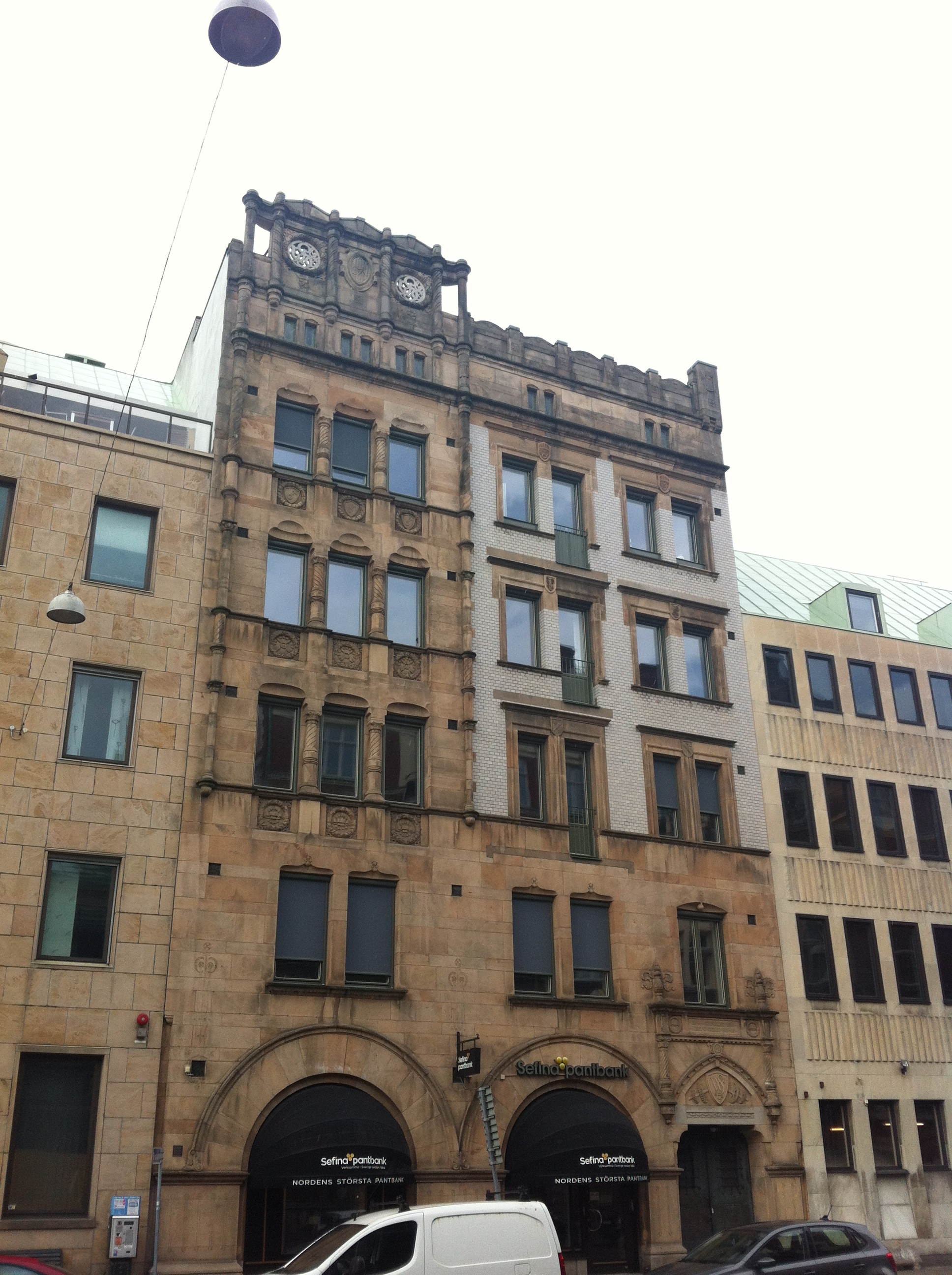
Wilhelm Sonessons byggnad i Malmö

Wilhelm Sonessons byggnad är en fastighet i Malmö som uppfördes åt  Wilhelm Sonesson 1905 efter ritningar av arkitekten Alfred Arwidius.   